# Ciągówka (szaradziarstwo)
Ciągówka – rodzaj diagramowego zadania szaradziarskiego, w którym wyrazy odgadnięte na podstawie definicji, wpisane do diagramu spiralnie lub wężykowato, tworzą ciąg, w którym końcowe litery każdego wyrazu są zarazem początkowymi literami następnego wyrazu.

## Przykład i sposób rozwiązywania

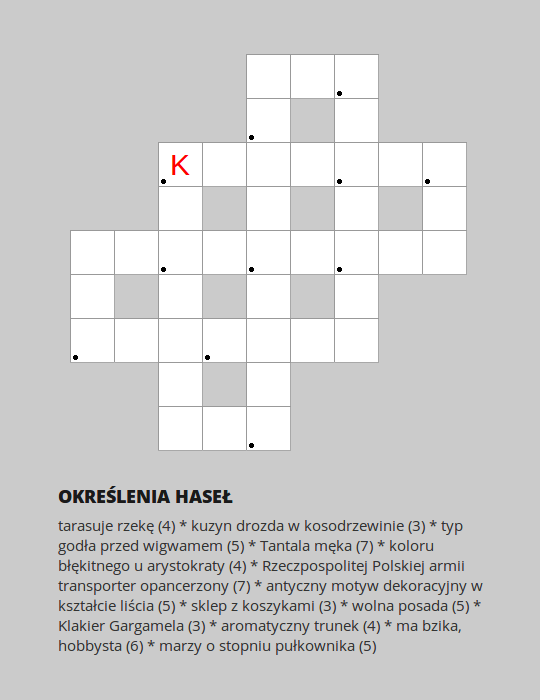
Zadanie
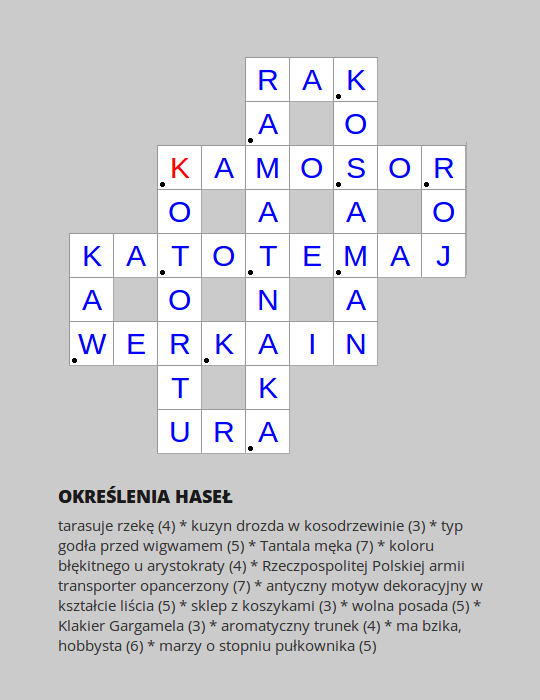
Rozwiązanie. Odgadnięte wyrazy wpisywane są jednym ciągiem począwszy od ujawnionej litery K: KOT-TORTURA-AKANT-TAMA-ARAK-...[1].